# 松戸政也
松戸 政也（まつど まさや、1987年1月22日 -）は、地方競馬の金沢競馬場田嶋弘幸厩舎所属の騎手である。勝負服の柄は胴白・青縦縞、袖赤・青一本輪。東京都出身、血液型A型。地方競馬教養センター騎手課程第79期生。

## 来歴
2004年3月31日付けで地方競馬騎手免許を取得。同年4月11日第1回金沢競馬1日目第3競走C312組条件戦シルキーフレイムで初騎乗（10頭立て3番人気5着）。同年4月13日第1回金沢競馬3日目第7競走C28組条件戦をボスジャンボで優勝（10頭立て3番人気）し、5戦目で初勝利。
2006年3月20日第20回全日本新人王争覇戦出場（12人中9位）。
2007年1月21日から3月16日まで笠松競馬場へ冬期交流競走のため遠征、滞在した。
2012年11月25日第7回金沢プリンセスカップをガッツオブトップで勝利し重賞初制覇した。
地方通算成績は1741戦64勝・2着103回・3着122回・勝率3.7%・連対率9.6%（2009年8月31日現在）

## 主な騎乗馬
- ガッツオブトップ（2012年金沢プリンセスカップ）
- トランスナショナル（2023年オータムカップ）
- マリンデュンデュン（2024年中日杯）